# یودیخا
یودیخا (به لاتین: Yudikha) یک منطقهٔ مسکونی در روسیه است که در سرزمین آلتای واقع شده‌است.